# 内山由綺
内山 由綺（うちやま ゆき、1998年（平成10年）1月13日）は、日本の元体操選手。

## 経歴・人物
東京都町田市出身。帝京高等学校卒業。2016年リオデジャネイロオリンピックで、日本女子体操代表として出場した。
2023年6月、同年に出場した全日本種目別を最後に現役引退することを自身のTwitterで表明した。

## 親族
- 父：内山一美（東京都立大学教授、薬学博士、日本分析化学学会元会長[5]。会長在任中に自転車事故で死去）[6][7]
- 母：内山玲子（体操選手）[8][9]